# ねぇねぇ姉
『ねぇねぇ姉』（ねぇねぇねえ）とは、アトリエかぐや BARE＆BUNNYが2021年8月27日に発売したアダルトゲームである。本作は主人公と3人の年上の女性（お姉さん）の関係を描いた内容であり、題名の「ねぇねぇ姉」もそれにちなんでいる。

## あらすじ
主人公・楠国高司は同年代と比較して背丈や顔つきが幼いことを気にしていた。一方、彼の従姉・高鷲佳伽や、かかりつけの歯科医・雨宮伊鞠、さらには出入りのマッサージ店で働く長岡璃燈には何かとかわいがられていた。
ある日、伊鞠と璃燈が高司の貞操を奪おうとしていたことが佳伽の知るところとなり、3人のアピール合戦へと発展した。

### 登場人物
本作には3人のヒロインが登場する。高鷲 佳伽（たかす よしか）は主人公・楠国 高司の従姉であり、元々高司に対して過剰なまでに世話を焼いており、高司本人はやや辟易していた。外資系の大手ショピング会社・ノービリスアクィラ（株）に勤務しており、広報担当者という仕事柄顔を出す機会が多い。雨宮 伊鞠（あまみや いまり）は、雨宮歯科医院の院長で、物語開始1年前から高司の歯のメンテナンスを担当している。かわいい男の子が好みで、自分の好みである高司をいつか独占したいと考えると同時に、他のスタッフに彼の歯のメンテナンスをさせようとしなかった。長岡 璃燈（ながおか りと）は高司が通うリラクゼーションサロンのセラピストである。強引で豪快な性格である一方、セラピストとしての技能やコミュニケーション能力の高さから指名率が高い。一方的に高司の担当となり、施術に紛れてセクハラもしている一方、彼を手中に収めたいとも考えている。

## 制作
| 役名      | 声優名     |
| --------- | ---------- |
| 高鷲 佳伽 | 蒼乃むすび |
| 雨宮 伊鞠 | 御苑生メイ |
| 長岡 璃燈 | 綾音まこ   |

キャストは右表のとおり。

## システム
本作においては、マップ移動が採用されており、移動先のヒロインとのやり取りで好感度を上昇させる。同じ場所にヒロインが複数いた場合はそのうちの1人のみと会話できる。各ヒロインには「恋愛P」、「淫乱P」、そして「ハーレムP」というステータスが設定されている。

## スタッフ
- 原画:choco chip[1]
- シナリオ：近江達裕、七央結日、風間ぼなんざ、他[1]

## 反響
| 部門名       | Getchu.com |
| ------------ | ---------- |
| 総合         | 7位        |
| シナリオ     | 圏外       |
| グラフィック | 6位        |
| 音楽         | 圏外       |
| システム     | 圏外       |
| ムービー     | 圏外       |
| エッチ       | 2位        |

Getchu.comによる「美少女ゲーム大賞2021」での結果は右表の通り。アトリエかぐや BARE＆BUNNYディレクターである阿倍守春秋は、本作はアトリエかぐやの作品の割には設定やHシーンが控えめであり、美少女ゲーム大賞のエロ部門のランクインは厳しいと見ていたものの、2位にランクインしたことでユーザーへの感謝とともに身の引き締まる思いになったと受賞コメントの中で語っている。
「BugBug」2022年5月号に掲載された「BugBugアワード座談会」においても同作は話題に上がり、インターネットラジオ番組「電脳妄想開発室」のディレクター・今敏郎は、本作を年上ヒロインムーブメントを作り上げた作品の一つとして挙げ、姉ヒロインに特化した作品をきっちり作る凄みを感じたと語っている。

### 評価
「BugBug」による体験版のレビューでは、年上の女性から性的にいじられたり甘いエロスを楽しめる点や、choco-chipによる肉感的なグラフィックが評価された一方、主人公が童顔であるという設定を踏まえ、一人称を俺ではなく僕にした方が「おねショタ感」を出せたのではないかと指摘している。